# 2017 en Europe
Chronologie de l’Europe
- 2013
- 2014
- 2015
- 2016
- 2017
- 2018
- 2019
- 2020
- 2021

## Événements

### Janvier
- Début de la présidence maltaise du Conseil de l'Union européenne.
- Aarhus et Paphos deviennent capitales européennes de la culture.
- 1er janvier : attentat dans une boîte de nuit à Istanbul en Turquie.
- 3 janvier : Ivan Rogers, représentant permanent du Royaume-Uni auprès de l'Union européenne, démissionne de son poste.
- 4 janvier : Sorin Grindeanu est investi Premier ministre de Roumanie.
- 17 janvier : Antonio Tajani est élu président du Parlement européen, succédant à Martin Schulz.
- 18 janvier : début d'une série de manifestations en Roumanie.
- 26 janvier : Alexander Van der Bellen devient président fédéral de l'Autriche.

### Février
- 5 février : élections législatives au Liechtenstein.
- 12 février : élection présidentielle en Allemagne, Frank-Walter Steinmeier est élu.
- 17 février : début d'une série de manifestations en Biélorussie.

### Mars
- 2 mars : élections législatives en Irlande du Nord.
- 9 mars : Donald Tusk est réélu président du Conseil européen.
- 13 mars : élection présidentielle en Hongrie, János Áder est rélu.
- 15 mars : élections législatives aux Pays-Bas.
- 22 mars : attentat de Westminster à Londres au Royaume-Uni.
- 26 mars :
  - élections législatives en Bulgarie ;
  - élections régionales en Sarre (Allemagne).
- 29 mars : le gouvernement britannique lance la procédure de retrait du Royaume-Uni de l'Union européenne.

### Avril
- 2 avril : élection présidentielle en Serbie, Aleksandar Vučić est élu.
- 3 avril : attentat du métro de Saint-Pétersbourg en Russie.
- 4 avril : un nouveau billet de 50 euros est mis en circulation dans la zone euro.
- 7 avril : attentat à Stockholm en Suède.
- 28 avril : Ilir Meta est élu au 4e tour de l'élection présidentielle en Albanie.

### Mai
- 4 mai : élections locales britanniques.
- 7 mai : élections régionales au Schleswig-Holstein (Allemagne).
- 13 mai : la finale du Concours Eurovision de la chanson 2017 à Kiev (Ukraine) est remportée par le Portugal, représenté par Salvador Sobral.
- 14 mai : élections régionales en Rhénanie-du-Nord-Westphalie (Allemagne).
- 19 mai ; révélation des Malta Files.
- 22 mai : un attentat à Manchester (Angleterre) fait au moins 22 morts.
- 31 mai : Zoran Zaev devient Président du gouvernement de Macédoine.

### Juin
- 3 juin :
  - élections législatives à Malte ;
  - attentats à Londres (Royaume-Uni).
- 5 juin : le Monténégro devient le 29e membre de l'OTAN.
- 8 juin : élections générales au Royaume-Uni.
- 11 juin : élections législatives au Kosovo.
- 14 juin :
  - incendie de la tour Grenfell à Londres ;
  - Leo Varadkar devient Premier ministre d'Irlande, succédant à Enda Kenny.
- 17 juin : au Portugal, l'incendie de Pedrógão Grande fait plus de 60 morts.
- 19 juin : attaque de la mosquée de Finsbury Park à Londres.
- 25 juin : élections législatives en Albanie.

### Juillet
- Début de la présidence estonienne du Conseil de l'Union européenne.
- Du 3 au 16 juillet : Tournoi de Wimbledon 2017 en Angleterre, la compétition est remportée par l'espagnol Garbiñe Muguruza chez les femmes et le suisse Roger Federer chez les hommes.
- 7 et 8 juillet : sommet du G20 à Hambourg en Allemagne.
- 21 juillet : un séisme en mer Égée touche des îles grecques.

### Août
- Scandale des œufs contaminés au fipronil.
- 17 et 18 août : attentats à Barcelone et à Cambrils en Catalogne.
- 18 août : attaque au couteau à Turku en Finlande.
- Du 19 août au 10 septembre : le Tour d'Espagne 2017 en Espagne, en France et en Andorre est remporté par le britannique Christopher Froome.

### Septembre
- 11 septembre : élections législatives en Norvège.
- 15 septembre : attentat dans le métro de Londres au Royaume-Uni.
- 20 septembre : opération Anubis en Catalogne.
- 24 septembre :
  - élections fédérales en Allemagne ;
  - référendum en Slovénie.

### Octobre
- 1er octobre : référendum sur l'indépendance de la Catalogne.
- 14 au 16 octobre : l'ouragan Ophelia touche lea Açores, l'Irlande et le Royaume-Uni.
- 15 octobre :
  - élections législatives en Autriche ;
  - élections législatives régionales en Basse-Saxe (Allemagne) ;
  - incendies de forêt meurtriers au Portugal et au nord-ouest de l'Espagne[1].
- 20 octobre : élections législatives en République tchèque.
- 22 octobre : élection présidentielle en Slovénie (1er tour).
- 26 octobre : le Prix Sakharov 2017 est attribué à l'Opposition démocratique vénézuélienne.
- 27 octobre : le Parlement catalan déclare l’indépendance de la Catalogne, le Sénat espagnol autorise la mise sous tutelle de la Catalogne en vertu de l'article 155 de la constitution.
- 28 octobre : élections législatives en Islande.

### Novembre
- 6 au 17 novembre : Conférence de Bonn sur les changements climatiques (COP23) en Allemagne.
- 12 novembre : second tour de l'élection présidentielle en Slovénie, Borut Pahor est réélu.
- 22 novembre : Ratko Mladić est condamné à la prison à perpétuité pour crimes de guerre et crimes contre l'humanité par le Tribunal pénal international pour l'ex-Yougoslavie.
- 30 novembre : Katrín Jakobsdóttir devient Première ministre d'Islande.

### Décembre
- 4 décembre : Mário Centeno est élu président de l'Eurogroupe.
- 6 décembre : Andrej Babiš devient président du gouvernement tchèque.
- 11 décembre : après la démission de Beata Szydło, Mateusz Morawiecki devient président du Conseil des ministres de Pologne.
- 11 et 12 décembre : passage de la tempête Ana.
- 18 décembre : Sebastian Kurz devient chancelier fédéral d'Autriche.
- 21 décembre : élections au parlement de Catalogne.

## Médias
- du 11 au 13 mai : à l'occasion de la venue du pape François au sanctuaire de Notre-Dame de Fátima, au Portugal, RCF met en place une programmation spéciale[2], et Radio Notre-Dame y installe ses studios[3]
- 17 juillet : aux Pays-Bas, Broadcast Partners lance des émetteurs DAB+ à faible puissance, à la portée des bourses des petites radios locales[4].
- 27 juillet : 56 % de la population européenne peut recevoir un signal en DAB+[5].
- 13 décembre : la Norvège arrête définitivement la FM, le pays écoutant désormais la radio numérique terrestre[6].